# Örsjön, Medelpad
Örsjön är en sjö i Ånge kommun i Medelpad och ingår i Ljungans huvudavrinningsområde. Sjön är 14,6 meter djup, har en yta på 0,295 kvadratkilometer och befinner sig 427,2 meter över havet. Sjön avvattnas av vattendraget Kvarnån.

## Delavrinningsområde
Örsjön ingår i det delavrinningsområde (694083-150792) som SMHI kallar för Utloppet av Lövsjön. Medelhöjden är 405 meter över havet och ytan är 12,96 kvadratkilometer. Det finns inga avrinningsområden uppströms utan avrinningsområdet är högsta punkten. Kvarnån som avvattnar avrinningsområdet har biflödesordning 2, vilket innebär att vattnet flödar genom totalt 2 vattendrag innan det når havet efter 101 kilometer. Avrinningsområdet består mestadels av skog (85 procent). Avrinningsområdet har 0,46 kvadratkilometer vattenytor vilket ger det en sjöprocent på 3,6 procent.